# Cajero corresponsal

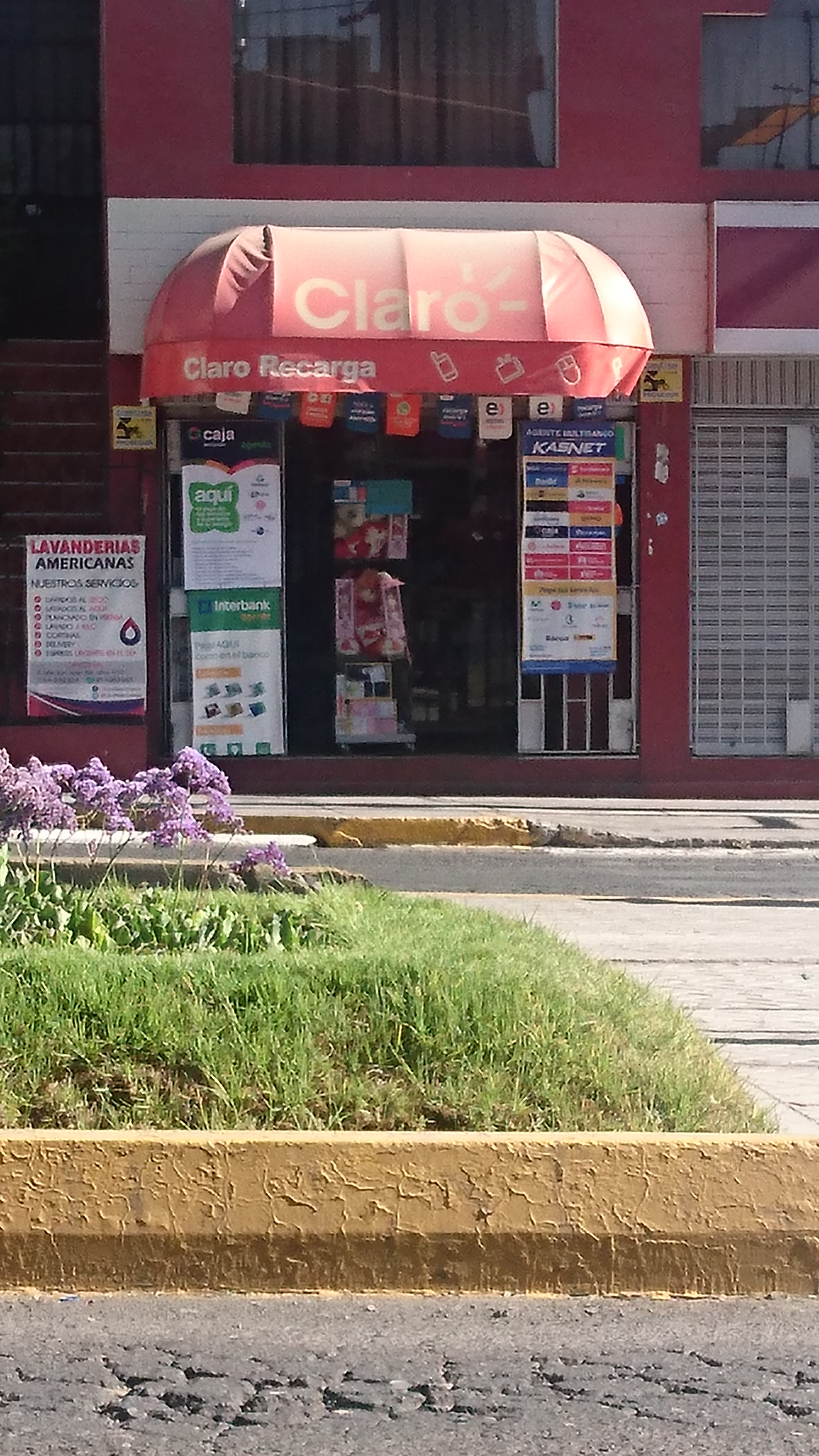
Un cajero corresponsal en una chocolatería de Arequipa.

Un cajero corresponsal, corresponsal bancario o, en ciertos países, agente financiero es un servicio financiero ofrecido por un negocio local bajo la autorización de una entidad bancaria. No se debe confundir con asesor financiero, que se emplea como sinónimo al agente bancario en otros países.
Permiten que los clientes pueden realizar transacciones sin tener que desplazarse hasta sucursales de las entidades financieras.  Son especialmente útiles en zonas de difícil acceso, en donde esta figura ha garantizado el acercamiento de la población al sistema financiero.

## Desarrollo en Perú
En Perú está regulado desde 2005 por la SBS a partir de una modificación de la Ley General del Sistema Financiero. En la publicación del diario El Peruano los cajeros corresponsales son definidos como:

Puntos de atención que funcionan en
establecimientos fijos o móviles, gestionados por un
operador, que tienen por finalidad facilitar a las empresas
la prestación de determinadas operaciones y servicios
financieros a las que estas se encuentran autorizadas a
realizar.
El Peruano (26 de agosto de 2015)

El primero en ser autorizado para operar agentes bancarios fue el Banco de Crédito. Desde 2012 el Banco de la Nación opera su propio agente Multired con la posibilidad de realizar pagos a instituciones del Estado. En 2012 el BCP inauguró su primer agente móvil por la Amazonía.
Según Asbanc, en 2012, existieron 13,239 agentes. Para el 2015, el 14.04% de las operaciones realizadas fueron en agentes bancarios.

## Desarrollo en México
En México es regulado acorde al Capítulo XI de la Circular Única de Bancos publicada en el Diario Oficial de la Federación el 2 de diciembre de 2008. En 2015 se reportó un total de 27422 módulos por todo el país.

## Desarrollo en Colombia
En Colombia los corresponsales bancarios juegan un papel fundamental para garantizar la cobertura del sistema financiero en todo el territorio nacional. Regulados por el Decreto 2233 de la Superintendencia Financiera, están conectados a los establecimientos de crédito o cooperativas con actividad financiera en tiempo real a través de sistemas de transmisión de datos.